# Barrio del Carmen, Chichiquila
Barrio del Carmen är en ort i Mexiko.   Den ligger i kommunen Chichiquila och delstaten Puebla, i den sydöstra delen av landet, 220 km öster om huvudstaden Mexico City. Barrio del Carmen ligger 1 808 meter över havet och antalet invånare är 133.
Terrängen runt Barrio del Carmen är huvudsakligen kuperad, men åt nordväst är den bergig. Terrängen runt Barrio del Carmen sluttar österut. Runt Barrio del Carmen är det ganska glesbefolkat, med 36 invånare per kvadratkilometer. Närmaste större samhälle är Huatusco de Chicuellar, 12,7 km sydost om Barrio del Carmen. I omgivningarna runt Barrio del Carmen växer huvudsakligen savannskog.